# 多迪·史密斯
桃樂絲·葛雷黛絲·“多迪”·史密斯（英語：Dorothy Gladys "Dodie" Smith，1896年5月3日—1990年11月24日），英國女性兒童文學作家、劇作家，代表作包括《第101隻斑點狗》、《我的祕密城堡》。《第101隻斑點狗》後來由迪士尼動畫公司改編成動畫電影《101忠狗》。